# Al posto tuo
Al posto tuo (traduction libre : « À ta place ») est une comédie italienne de Max Croci sortie en 2016.

## Synopsis
Luca Molteni et Rocco Fontana sont deux directeurs d'une entreprise de fabrication d’appareils sanitaires. Le premier est un architecte célibataire par choix, charmant et qui vit dans une maison en ville ; l'autre est un architecte qui habite dans une maison de campagne, marié avec Claudia et qui a trois enfants.
Ils découvrent que les entreprises pour lesquelles ils travaillent sont proches de fusionner ; la sadique directrice allemande leur propose, pour obtenir l'unique place de chef dans la nouvelle société, d'« échanger leurs vies » : pour une semaine ils devront changer leur domicile et adopter les mêmes habitudes quotidiennes de l'autre.

## Fiche technique
- Titre français : À ta place (traduction libre)
- Titre original : Al posto tuo
- Réalisation : Max Croci
- Scénario : Massimo Di Nicola
- Production : Rodeo Drive (it), Rai Cinema avec la contribution de MiBACT en collaboration avec Banca Popolare di Sondrio
- Pays d'origine : Italie
- Langue : italien
- Durée : 90 minutes
- Date de sortie :  Italie : 2016

## Distribution
- Luca Argentero : Luca Molteni
- Stefano Fresi (it) : Rocco Fontana
- Ambra Angiolini : Claudia
- Serena Rossi : Anna
- Grazia Schiavo (it) : Ines
- Fioretta Mari (it) : Erminia
- Livio Beshir (it) : Artois
- Carolina Poccioni : Alice
- Marco Todisco (it) : Salvo
- Giulietta Rebeggiani : Sarah
- Gualtiero Burzi : Bellatreccia
- Pia Lanciotti : Mme Welter
- Giulia Greco : Mara
- Nicola Stravalaci : Rosario
- Haruhiko Yamanouchi : Dr. Shimura
- Roberta Mengozzi : interprète
- Angela Melillo : Alba
- Riccardo Mandolini : Salvo